# NGC 4622
NGC 4622 este o galaxie spirală situată în constelația Centaurul. A fost descoperită în 5 iunie 1834 de către John Herschel. Se află la o distanță de 61,94 de megaparseci de Pământ.